# کراینوفکا
کراینوفکا (به لاتین: Kraynovka) یک منطقهٔ مسکونی در روسیه است که در شهرستان کیزلیارسکی واقع شده‌است.